# Loretokapelle (Geislingen)
Die Loretokapelle ist ein Wohnplatz auf der Gemarkung von Geislingen im Zollernalbkreis in Baden-Württemberg, vor 1974 auf der Gemarkung Binsdorf. Die Kapelle wurde 1626 von Kaspar Seeger aus Gruol erbaut.

## Geographie
Die Loretokapelle liegt nordwestlich von Binsdorf. Geislingen ist 7,1 Kilometer südlich entfernt, dessen Ortsteil Binsdorf 2,3 Kilometer nordwestlich und Gruol 4,9 Kilometer nördlich.